# Aleksandr Kasjpoerin

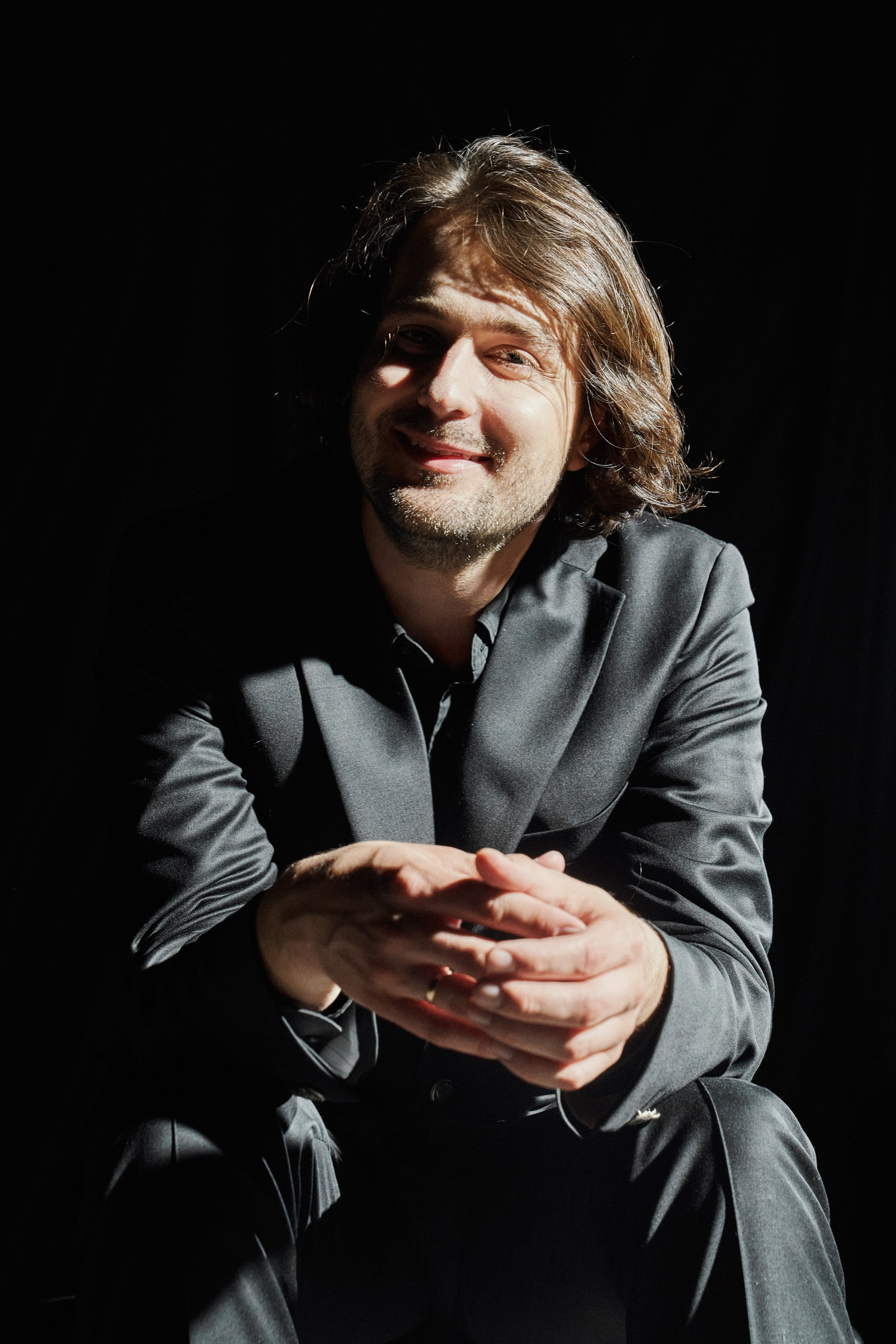
Alexander Kasjpoerin

Alexander (Aleksandr) Kasjpoerin (21 november 1996) is een pianist en dirigent uit Sint-Petersburg, Rusland. Hij won diverse nationale en internationale pianoconcoursen en studeerde in 2025 af als dirigent. Hij is docent aan het Rimski-Korsakov Conservatorium in Sint-Petersburg.
Kasjpoerin werd geboren op 21 november 1996 in de stad Volzjski in de oblast Wolgograd en verhuisde al op zeer jonge leeftijd met zijn ouders naar Sint-Petersburg. Vanaf zijn zevende was hij lid van het professionele boys choir van Sint-Petersburg, dat door heel Europa heeft opgetreden.

## Levensloop
Kasjpoerin begon zijn studie in het Musical Lyceum van Sint-Petersburg in 2009 in de klas van Irina Lobikova. In 2014 ging hij naar het Rimsky-Korsakov Conservatorium van Sint-Petersburg, waar hij les kreeg van Tatyana Zagorovskaya. Hij studeerde af in 2019 en voltooide in 2020 zijn postdoctorale opleiding, beide summa cum laude.  
In 2021 volgde hij masterclasses aan de Koningin Elisabeth Kapel in Waterloo, België. Dit is een eliteprogramma voor uitzonderlijk getalenteerde jonge musici.
Sinds 2021 is hij als docent (piano) verbonden aan het Rimsky-Korsakov Conservatorium. Hij is pianist van het Marinskii-theater in Sint-Petersburg en van de Philharmonia aldaar.
In 2025 studeerde hij (cum laude) af als dirigent.

### Prijzen
Kasjpoerin is laureaat van verschillende internationale en Russische wedstrijden en prijzen:
- Vier jaren achtereen (2010, 2011, 2012 en 2013) won hij de “Young Talents” Award van de regering van Sint-Petersburg;
- 2013: de 9e “Chopin Golden Ring” Internationale Wedstrijd voor Jonge Pianisten in Slovenië (absolute winnaar en ontvanger van een speciale prijs);
- 2017: de 3e All-Russian S. Bendizky Pianowedstrijd (Grand Prix en ontvanger van een speciale prijs);
- 2017: de 7e J. Vitols Internationale Pianowedstrijd, Letland (Grand Prix en speciale prijswinnaar)[5]
- Tweevoudig winnaar van de All-Russian-wedstrijd “Jonge talenten van Rusland” in de categorie “Muzikale kunst”;
- 2019: Eerste prijswinnaar (en 2 speciale prijzen) van de VIII Internationale Čiurlionis Pianowedstrijd in Vilnius, Litouwen. [6]
- 2019: Eerste prijswinnaar (en 3 speciale prijzen) van de 1e Internationale Russische Muziekpianowedstrijd in Ryazan, Rusland [7]
- 2021: Eerste prijswinnaar van de wedstrijd ‘Les Etoiles du piano’ in Lille (Frankrijk)[8]

### Solist
Als solist en als lid van kamerensembles treedt hij op in Nederland, Duitsland, Letland, Litouwen, Wit-Rusland, Polen, Oostenrijk, Spanje, Bulgarije, Mongolië, Canada, China en Italië (het Lacmus Festival 2023), Griekenland, Marokko, Azerbeidzjan. Kasjpoerin werkte samen met dirigenten als Gintaras Rinkevičius, Z. Gugkaev, M. Fedotov en A. Kantorov.

### Dirigent
In 2025 studeerde hij cum laude af als dirigent. Sinds 2022 leidt hij zijn eigen orkest, Infinitum, dat ook op zijn debuutalbum In Search of Eternity staat.

### Masterclasses
Kasjpoerin nam deel aan masterclasses van pianisten zoals Tamas Vasary (Hongarije), Cyprien Katsaris (Frankrijk), Dmitri Bashkirov (Rusland), Gotlieb Wallisch (Oostenrijk), Willem Brons (Nederland), Daniel Pollack (VS),  A. Tuerk-Espitalier (Duitsland), Alexander Sandler (Rusland) en Louis Lortie (Koningin Elisabethkapel, België).

## CD-opnames
- Michael Alexeyev, 26 preludes for piano[10]
- In Search of Eternity, Liszt, Beethoven, Tchaikovski[11]

## Recensies
- Recensie CD 'In Search of Eternity' [12]
- Recensie Wigmore Hall 2022 [13]
- Recensie Montreal, Rachmaninoff Etudes Tableaux, Salle Bourgie 2024 [14]
- Recensie Lille Piano Festival 2025 [15]